# Июльская революция (1925)
Июльская революция (исп. Revolución Juliana) — период эквадорской истории с момента государственного переворота 11 июля 1925 года, совершенного молодыми военными, до свержения президента Исидро Айоры 24 августа 1931 года и принятия новой конституции.

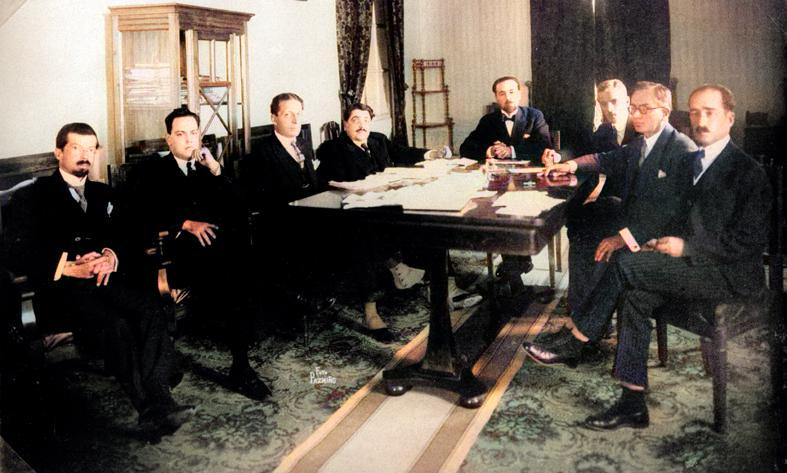
Первая правительственная хунта. Июль 1925 г.

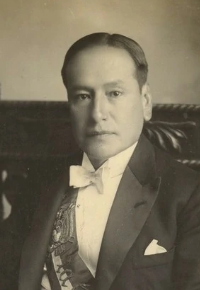
Исидро Айора

В период между 1912 и 1925 годами, в «плутократическую эпоху», Эквадор попал под экономическое и политическое господство класса землевладельцев, экспортеров какао, торговцев и, прежде всего, банкиров, которые управляли сменявшими друг друга правительствами. Не было прямых налогов, трудового законодательства, а ничтожные государственные ресурсы, зависящие от кредитов частных банков и других недостаточных доходов, препятствовали инвестициям в общественные блага и услуги. Вдохновленные социальными принципами (распространялось влияние Мексиканской и Российской (Октябрьской) революций, а также бразильского тенентизма), молодые армейские офицеры стали готовить переворот.
9 июля 1925 года в Гуаякиле была сформирована военная хунта, состоящая в основном из молодых военных, под председательством Луиса Тельмо Пас-и-Миньо и Ильдефонсо Мендосы, которая вечером 11 июля в Кито, столице страны, бескровно свергла правящего президента Гонсало Кордову. Сама военная хунта избрала новую правительственную хунту, состоящую в основном из гражданских высокопоставленных лиц, которой она передала власть и в которой каждый член еженедельно был главой государства. Это новое правительство изначально стремилось положить конец влиянию предыдущих «олигархов», многие из которых были арестованы и сосланы.
9 января 1926 года гражданская хунта была заменена новой хунтой. Политика правительственной хунты не принесла ожидаемого успеха, поэтому вспыхнули военные восстания, которые были подавлены, но в конечном итоге привели 1 апреля 1926 года к назначению Исидро Айоры временным президентом. Айора принял это назначение при условии, что военные не будут вмешиваться в его правительство. С 3 апреля 1926 до 24 августа 1931 года он был президентом с широкими полномочиями, которые фактически сделали его диктатором. Айора жёсткой рукой реализовал комплексную программу экономической политики, в ходе которой, среди прочего, были основаны центральный банк Эквадора и другие важные институты. 9 декабря 1928 года начало свою работу Учредительное собрание, которое 26 марта 1929 года приняло новую конституцию. Она также избрала Айору конституционным президентом. В отличие от предыдущей политики Айоры, конституция была явно демократической и давала парламенту более широкие права. Было введено избирательное право для женщин, а также было усилено социальное законодательство.  
После начала Великой депрессии, которая также затронула экономику Эквадора, расширенные социальные программы не удалось реализовать, что привело к многочисленным восстаниям, которые правительство Айоры и вооруженные силы подавили. Наконец, после нескольких попыток государственного переворота, Айора был свергнут в 1931 году и заменен полковником Луисом Ларреа Альбой, тем самым был положен конец периоду Июльской революции и первой попытки создания социальной экономики в Эквадоре.